# Johann Friedrich Ludwig Häseler
Johann Friedrich Ludwig Häseler (* 25. Juni 1732 in Braunschweig; † 26. April 1797 in Holzminden) war ein deutscher evangelisch-lutherischer Theologe und Mathematiker.

## Leben
Er ging zuerst in Braunschweig zur Schule, dann zu den hohen Schulen in Helmstedt und Leipzig. Dann war er Lehrer am Collegium Carolinum in Braunschweig. 1757 bis 1759 war Häseler lutherischer Pfarrer in Groß Twülpstedt, wo er Ernst Conrad von Brinken nachfolgte, der 1712 die Sonnenuhr für den Großen Garten Hannover entworfen hatte. 1759 wurde er Pfarrer an der St.-Johannis-Kirche in Wolfenbüttel, wo er persönlich bekannt mit Gotthold Ephraim Lessing war. 1775 wurde er zusätzlich Konsistorialrat in Wolfenbüttel und Abt des Klosters Amelungsborn. Später wechselte er als Inspektor an das Campe-Gymnasium und als Generalsuperintendent nach Holzminden. Er war auch Korrespondent der Königlichen Societät in Göttingen.
Seine Schrift Anfangsgründe… von 1776 diente an der Artillerieschule Hannover als Vorlage für den Mathematikunterricht.
Aus Häselers hinterlassener Bibliothek kaufte Carl Friedrich Gauß 1799 einige Werke.
Sein 1764 geborener Sohn Anton Julius Häseler studierte in Göttingen und starb 1785 im Jahr der Veröffentlichung seiner mathematischen Schrift.
Pascha Weitsch fertigte ein Porträt von ihm, das sich heute im Braunschweigischen Landesmuseum befindet.

## Schriften (Auswahl)
- Rede von der Verschiedenheit der Haushaltungen Gottes. 1774.
- Analytische Betrachtungen über die Theorie der sphärischen gläsernen Spiegel: Ein Programm, worinn zugleich der Unterricht in der Mathematik und Physik, in der Amelunxbornschen Kloster-Schule in Holzminden angezeiget wird. Perennon, Münster 1775. (Digitalisat)
- Anfangsgründe der Arithmetik, Algebra, Geometrie und Trigonometrie zum eignen Unterricht. Meyer, Lemgo 1776. (Digitalisat TEil 1)
- Gedanken über die Dorfschule. 1787.
- Ueber die jährliche Abnahme eines auf Zinsen ausgeliehenen Capitals, durch jährlichen Zusatz von Capital; welches auch in die Berechnung von Leibrenten schläget: und über das Interusurium. 1796.